# Котік Олександр Леонтійович
Олександр Леонтійович Котік (у частині джерел також Котик) (нар. 23 жовтня 1974) — український футболіст, що виступав на позиції півзахисника. Відомий за виступами за футбольний клуб «Волинь» у вищій українській лізі.

## Клубна кар'єра
Олександр Котік розпочав заняття футболом у ДЮСШ міста Луцька. Уперше розпочав виступи на футбольних полях у чемпіонаті області в 1990 році у складі луцького «Електрика», пізніше грав у складі іншого луцького аматорського клубу «Підшипник». У 1993 році вперше запрошений до головної команди області — луцької «Волині», проте зіграв за команду лише один матч Кубку України проти київського «Динамо». Пізніше Котік повернувся до складу «Підшипника», у складі якого успішно виступав у чемпіонаті та кубку області. У сезоні 1994—1995 років у складі луцької команди Котік грав у аматорському чемпіонаті України, а також у розіграші Кубку України, в якому луцький аматорський клуб зумів пройти два етапи турніру, спочатку з великим рахунком перегравши золочівський «Сокіл», а пізніше професійний клуб ФК «Львів», лише в третьому раунді поступившись першоліговій команді «Полісся» з Житомира. На початку 1995 року Котік повернувся до складу «Волині», та 2 квітня 1995 року дебютував у вищій лізі в матчі проти запорізького «Торпедо». До кінця сезону футболіст зіграв у вищій лізі 10 матчів. наступний сезон Олександр Котік розпочав також у складі «Волині», проте грав у вищоліговому клубі лише до кінця 1995 року, провівши 8 матчів чемпіонату України, та перейшов до складу аматорського луцького клубу ЕНКО. У подальшому футболіст грав за аматорські клуби Волинської області «Динамо» (Маневичі), МФК «Ковель» та «Троянда-Експрес» (Гірка Полонка).